# Юндал
Ю̀ндал (на норвежки: Jondal) е град и община в западната част на южна Норвегия. Разположен е във фюлке Хордалан на южния бряг на фиорда Хардангерфиорд. Обект на туризъм. Население 1036 жители според данни от преброяването към 1 януари 2009 г.